# (4356) Marathon
(4356) Marathon ist ein Asteroid des Hauptgürtels, der am 17. Oktober 1960 vom Forscherteam Cornelis Johannes van Houten und Tom Gehrels im Rahmen des Palomar-Leiden-Surveys entdeckt wurde.
Der Asteroid ist nach der griechischen Stadt Marathon benannt.